# Suzanne Schmitt
Suzanne Josette Marguerite Schmitt (* 18. Oktober 1928; † 27. Oktober 2019 in Suresnes) war eine französische Tennisspielerin. Nach ihrer Hochzeit trat sie unter ihrem Ehenamen Suzanne Le Besnerais an.

## Karriere
Zwischen 1950 und 1968 nahm Suzanne Schmitt außer im Jahr 1966 jedes Jahr an der Einzelkonkurrenz der French Open teil. Ihre besten Ergebnisse waren dreimal das Erreichen der dritten Runde; 1954 verlor sie gegen Silvana Lazzarino, 1956 gegen Jenny Staley Hoad und 1958 gegen Zsuzsa Körmöczy. Ihren größten Karriereerfolg hatte sie, als sie 1954 mit ihrer Doppelpartnerin Maud Galtier das Finale der French Open erreichte, was sie gegen Maureen Connolly und Nell Hall Hopman in drei Sätzen verloren.
In Wimbledon trat sie zwischen 1951 und 1957 jährlich im Einzel an, wobei die Drittrundenniederlage gegen die spätere Finalistin Shirley Fry bei ihrem Debüt 1951 ihr bestes Ergebnis darstellte. Im Doppel erreichte sie 1955 mit Zsuzsa Körmöczy das Viertelfinale, das sie gegen Shirley Bloomer und Patricia Ward verloren.

## Privates
Suzanne Schmitt heiratete am 27. September 1954 Denys Le Besnerais in Boulogne-sur-Seine. Mit ihm hatte sie drei Söhne.

## Finalteilnahmen bei Grand-Slam-Turnieren

### Doppel
| Nr. | Datum        | Turnier     | Belag | Partnerin    | Finalgegnerinnen                  | Ergebnis      |
| --- | ------------ | ----------- | ----- | ------------ | --------------------------------- | ------------- |
| 1.  | 30. Mai 1954 | French Open | Sand  | Maud Galtier | Maureen Connolly Nell Hall Hopman | 5:7, 6:4, 0:6 |